# Ville Koistinen
Ville Koistinen (ur. 17 czerwca 1982 w Oulu) – fiński hokeista, reprezentant Finlandii.
Jego brat Jussi (ur. 1984) także został hokeistą.

## Kariera
- Ilves U18 (1997-1999)
- Ilves U20 (1999-2002)
- Ilves (2001-2006)
- Milwaukee Admirals (2006-2007)
- Nashville Predators (2007-2009)
- Florida Panthers (2009)
- Rochester Americans (2009)
- Skellefteå (2010-2011)
- Ilves (2011-2012)
- Saławat Jułajew Ufa (2012)
- Ilves (2012-2013)
- HC Davos (2013-2015)
- SCL Tigers (2015-2017)
  -  HC Davos (2015)
- ERC Ingolstadt (2018-2020)
- Sparta Praga (2020)
- HPK (2020-2021)

Wychowanek i wieloletni zawodnik klubu Ilves - wpierw do 2006, a następnie w latach 2011-2013. W tym czasie grał w rozgrywkach SM-liiga, ponadto w latach 2006-2009 także w USA w NHL i AHL, a następnie szwedzkiej Elitserien i epizodycznie w rosyjskiej KHL. Od maja 2013 zawodnik HC Davos w szwajcarskiej NLA. W styczniu 2013 przedłużył kontrakt z klubem o trzy lata. Od maja 2015 zawodnik SCL Tigers. W grudniu 2015 przedłużył kontrakt z klubem o dwa lata. Wkrótce potem wypożyczony do HC Davos na czas turnieju Puchar Spenglera 2015. Zawodnikiem z Langnau pozostawał do końca roku 2017. Od początku stycznia 2018 został graczem niemieckiego ERC Ingolstadt. Zwolniony w styczniu 2020. Wówczas przeszedł do Sparty Praga. Od marca 2020 do końca stycznia 2021 był zawodnikiem HPK. W kwietniu 2021 ogłoszono zakończenie jego kariery zawodniczej.
Uczestniczył w turniejach mistrzostw świata w 2007, 2008, 2009.

## Sukcesy
Reprezentacyjne
- Srebrny medal mistrzostw świata: 2007
- Brązowy medal mistrzostw świata: 2008

Klubowe
- Brązowy medal mistrzostw Finlandii: 2001 z Ilves
- Srebrny medal mistrzostw Szwecji: 2011 ze Skellefteå
- Złoty medal mistrzostw Szwajcarii: 2015 z HC Davos

Indywidualne
- SM-liiga (2005/2006):
  - Pierwsze miejsce w klasyfikacji asystentów wśród obrońców w sezonie zasadniczym: 26 asyst
  - Pierwsze miejsce w klasyfikacji kanadyjskiej wśród obrońców w sezonie zasadniczym: 34 punktów
- AHL 2006/2007:
  - Mecz Gwiazd AHL
- Puchar Spenglera 2013:
  - Skład gwiazd turnieju